# Maps to the Stars
Pour plus de détails, voir Fiche technique et Distribution.
Maps to the Stars ou La carte des étoiles au Québec est un film franco-américano-germano-canadien réalisé par David Cronenberg, sorti en 2014.
Il est présenté en compétition officielle au festival de Cannes 2014 où Julianne Moore reçoit le prix d'interprétation féminine.

## Synopsis
À Hollywood, Stafford Weiss est un psychothérapeute et coach particulier ayant construit sa fortune et sa réputation grâce à des livres de développement personnel.
Sa femme, Christina Weiss, est manager de leur fils de 13 ans, Benjie Weiss, une star du cinéma pour adolescents, tout juste sorti de cure de désintoxication.
Leur fille de 19 ans, Agatha, vient juste quant à elle de sortir d'un hôpital psychiatrique en Floride. De retour à Los Angeles, elle va se lier d’amitié avec Jerome Fontana, un conducteur de limousine qui rêve de devenir une star de cinéma. Elle trouve un travail d'assistante personnelle pour Havana Segrand, une comédienne accro aux médicaments, dépressive et aussi cliente de son père. Le rêve d'Havana est de reprendre le rôle qui a fait de sa mère une grande star avant son décès lors d'un tournage, en 1976. Mais obsédée par le fantôme de sa mère qui la hante, la comédienne va se perdre dans ce souhait vicieux.

## Fiche technique
Sauf indication contraire, les informations mentionnées dans cette section peuvent être confirmées par la base de données cinématographiques IMDb,  présente dans la section « Liens externes ».
- Titre original et français : Maps to the Stars
- Titre québécois : La carte des étoiles
- Réalisation : David Cronenberg
- Scénario : Bruce Wagner
- Direction artistique : Edward Bonutto et Elinor Rose Galbraith
- Décors : Carol Spier
- Costumes : Denise Cronenberg
- Photographie : Peter Suschitzky
- Montage : Ronald Sanders
- Musique : Howard Shore
- Production : Saïd Ben Saïd, Martin Katz et Michel Merkt
- Sociétés de production : Integral Film, Prospero Pictures, SBS Productions et Sentient Entertainment
- Sociétés de distribution :  Entertainment One,  Le Pacte
- Budget : 15 millions de dollars
- Pays de production :  Canada,  États-Unis,  Allemagne,  France
- Langue originale : anglais
- Format : couleur -
- Genre : drame
- Durée : 111 minutes
- Dates de sortie[1] : 
  - France : 21 mai 2014
  - Belgique : 30 juillet 2014
  - États-Unis : 5 décembre 2014
- Classification :
  -  France : interdit aux moins de 12 ans[2]
  -  Irlande : interdit aux moins de 18 ans[3]
  -  Royaume-Uni : interdit aux moins de 18 ans[4]

## Distribution
- Julianne Moore (VQ : Marie-Andrée Corneille) : Havana Segrand
- Mia Wasikowska (VQ : Catherine Brunet) : Agatha Weiss
- John Cusack (VQ : Pierre Auger) : le Dr Stafford Weiss
- Robert Pattinson (VQ : Nicholas Savard L'Herbier) : Jerome Fontana
- Olivia Williams (VQ : Anne Bédard) : Christina Weiss
- Sarah Gadon (VQ : Magalie Lépine-Blondeau) : Clarisse Taggart
- Evan Bird (VQ : Charles Sirard Blouin) : Benjie Weiss
- Carrie Fisher : elle-même
- Jayne Heitmeyer : Azita Wachtel
- Amanda Brugel : Victoria
- Justin Kelly (VQ : Nicolas Bacon) : Rhett
- Joe Pingue : Arnold
- Kiara Glasco : Cammy
- Emilia McCarthy : Kayla
- Niamh Wilson (VQ : Léa Roy) : Sam
- Jonathan Watton : Sterl Carruth

Photos des acteurs principaux au Festival de Cannes 2014
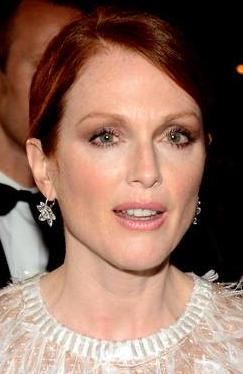
Julianne Moore
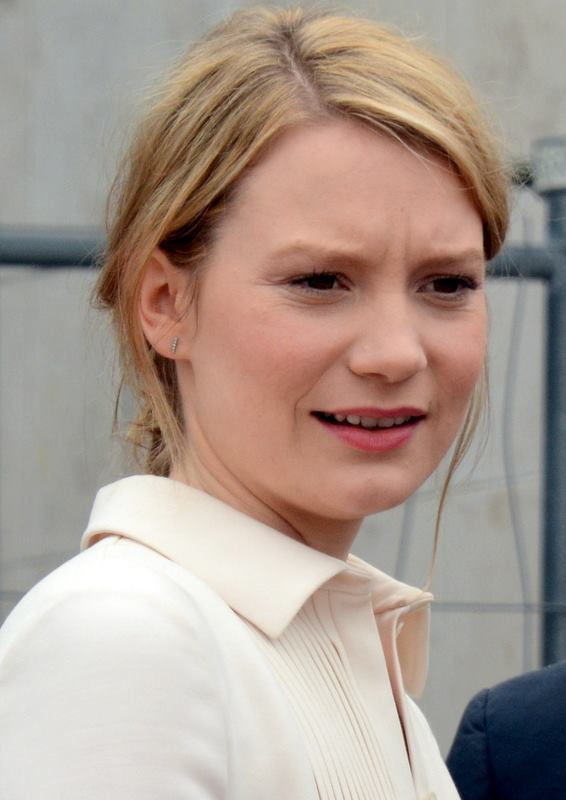
Mia Wasikowska
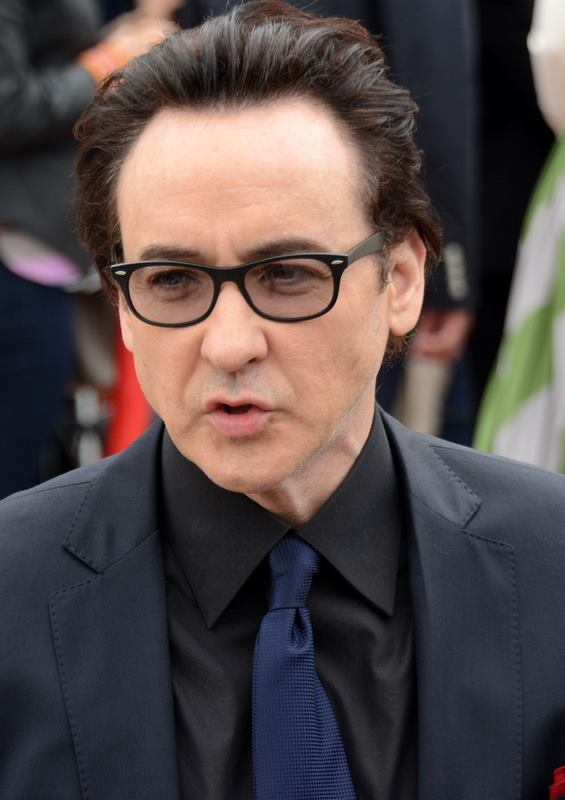
John Cusack
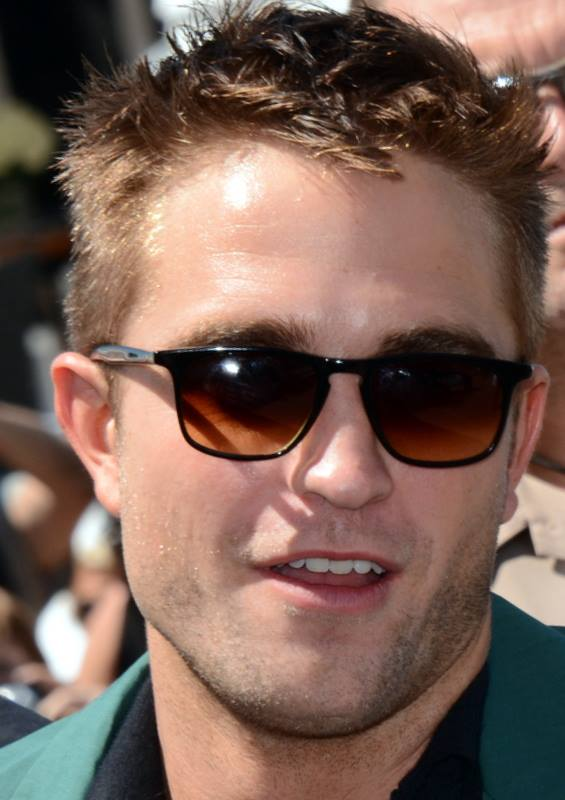
Robert Pattinson
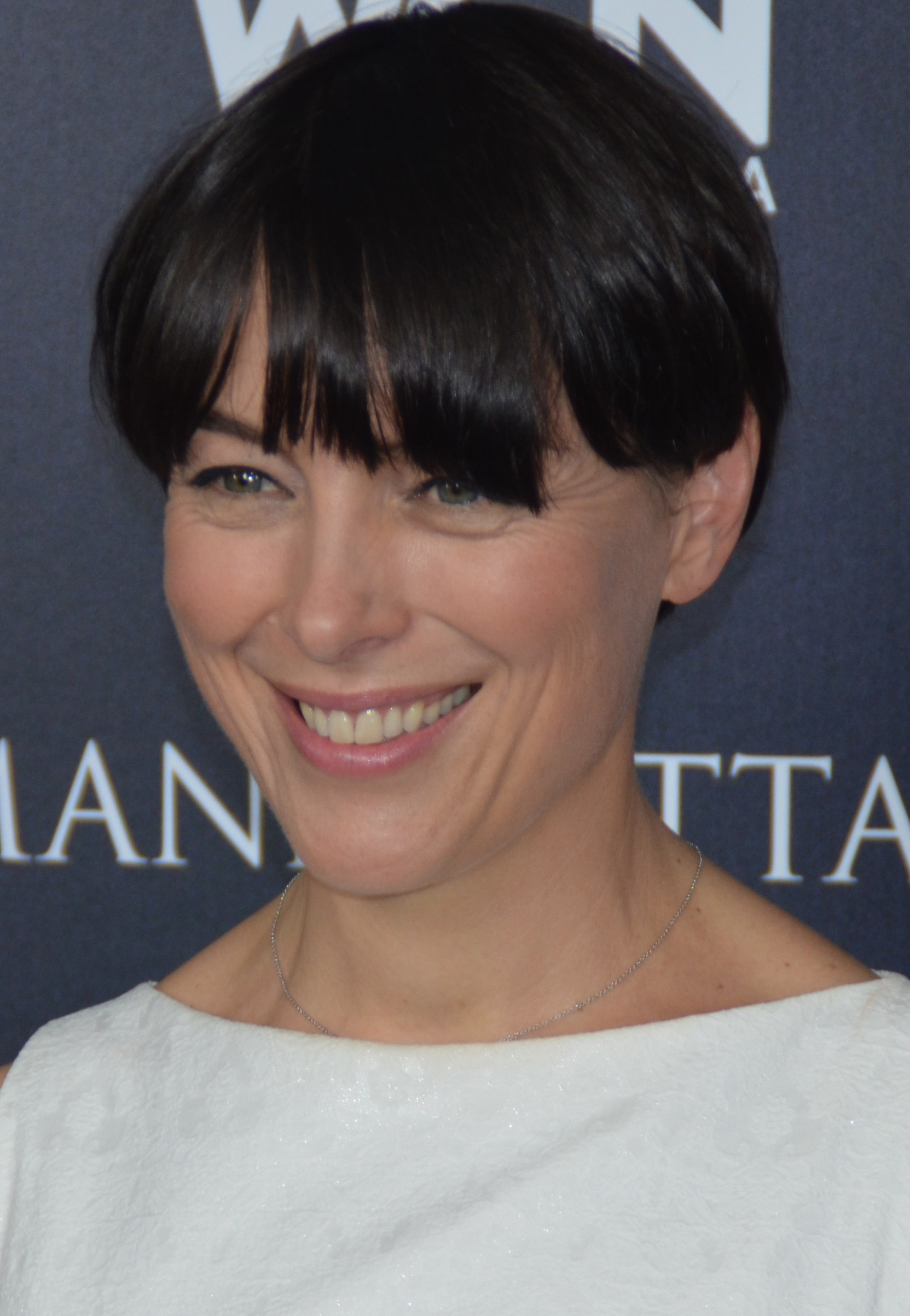
Olivia Williams
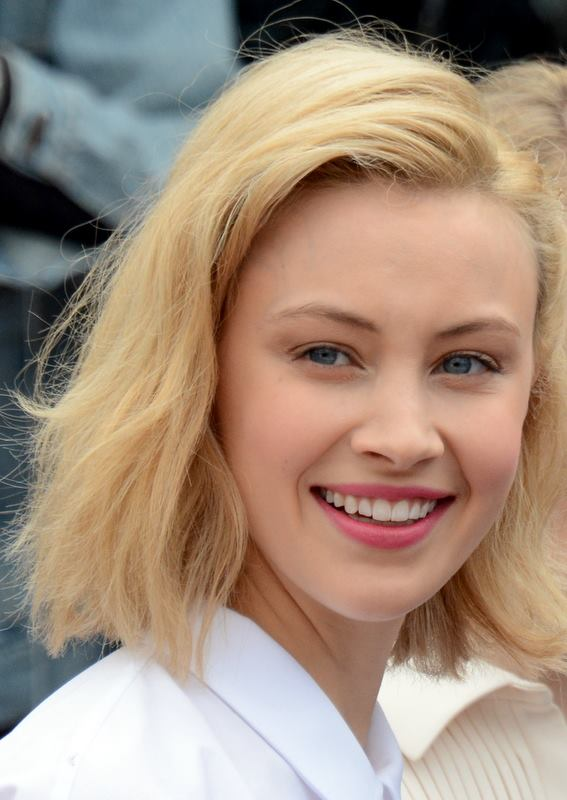
Sarah Gadon
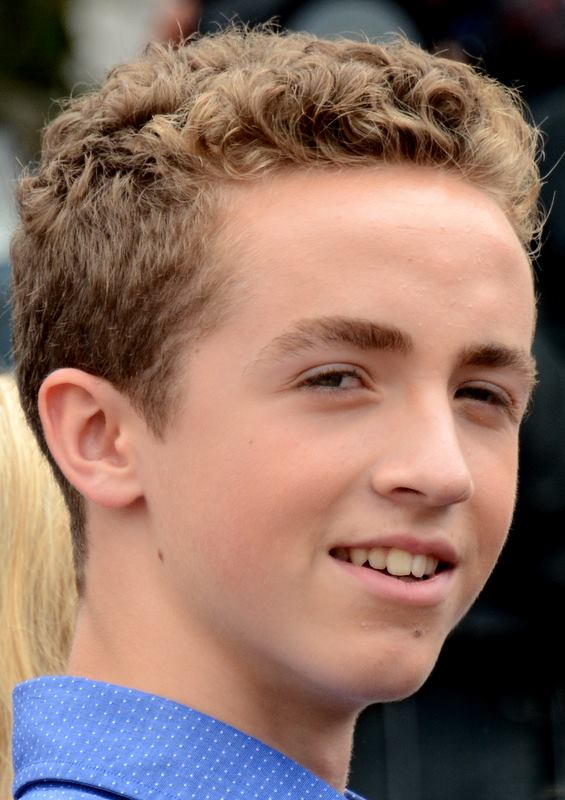
Evan Bird

Référence VQ: Doublage Québec

## Production

### Attribution des rôles
Viggo Mortensen et Rachel Weisz devaient initialement tenir les rôles principaux, mais ont dû se retirer du projet en raison de conflits d'emploi du temps,.

### Tournage
Le tournage principal a lieu du 8 juillet 2013 au 12 août 2013,, à Toronto, notamment dans le quartier de Leslieville. Quelques scènes additionnelles sont tournées à Montréal. Après le Canada, l'équipe se rend à Los Angeles, notamment à Union Station, Rodeo Drive, à l'hôtel The Beverly Hilton, au Walk of Fame,,,.

## Distinctions

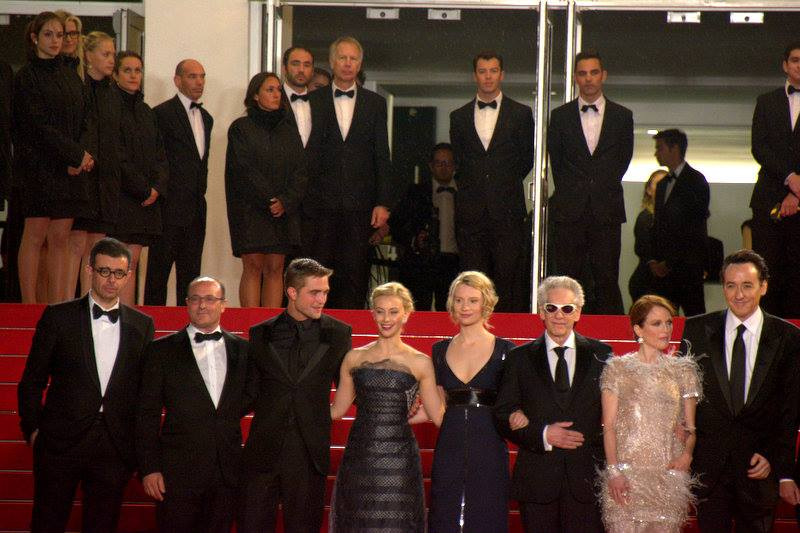
L'équipe du film au festival de Cannes 2014, où l'actrice principale Julianne Moore est récompensée.

Le film figure dans la liste « Canada's Top Ten », les dix meilleurs longs-métrages canadiens de 2014, sélectionnés par un jury composé de sept réalisateurs et professionnels de l'industrie du cinéma, coordonné par TIFF,,.

### Récompenses
- Festival de Cannes 2014 : 
  - Prix d'interprétation féminine pour Julianne Moore
  - Cannes Soundtrack pour Howard Shore
- Festival international du film de Catalogne 2014 : meilleure actrice pour Julianne Moore

### Nominations
- Golden Globes 2015 : Meilleure actrice dans un film musical ou une comédie pour Julianne Moore

### Sélections
- Festival international du film de Toronto 2014 : sélection « Gala Presentations »